# Malching
Malching település Németországban, azon belül Bajorországban. Lakosainak száma 1246 fő (2023. december 31.). Malching Kößlarn, Rotthalmünster, Kirchham, Bad Füssing, Mühlheim am Inn, Mining és Ering községekkel határos.

## Népesség
A település népessége az elmúlt években az alábbi módon változott:
| Lakosok száma | 1230 | 1751 | 1136 | 1292 | 1245 | 1256 | 1247 | 1268 | 1243 | 1246 |
|               | 1875 | 1950 | 1975 | 2010 | 2012 | 2013 | 2015 | 2017 | 2021 | 2023 |